# Campeonato Carioca
Campeonato Carioca, också kallad Campeonato Estadual do Rio de Janeiro, är distriktsmästerskapet för fotboll i delstaten Rio de Janeiro i Brasilien. Det är en av de mest prestigefyllda nationella fotbollsturneringarna i Brasilien och organiseras av Federação de Futebol do Estado do Rio de Janeiro (Rio de Janeiros fotbollsförbund). Den första säsongen av mästerskapet spelades 1906 vilket gör mästerskapet till det tredje äldsta distriktsmästerskapet, enbart Campeonato Paulista (1902) och Campeonato Baiano (1905) är äldre. Under 1900-talet tog Fluminense flest titlar, 28 stycken, och gjorde laget till mästare över århundradet. Per 2011 har dock klubben inte flest titlar, utan Flamengo har 33 titlar mot Fluminenses 31. CR Vasco da Gama har vunnit mästerskapet 24 gånger vilket gör laget till det tredje bästa genom tiderna, följt av Botafogo med 20 mästerskapstitlar.